# Efeito de rede cruzada
Efeito de rede cruzada (do original Cross-side network effect) é um tipo de efeito de rede e se refere ao efeito ocasionado por membros de grupos distintos de rede, de forma indireta (por causa disso, também é chamado de Efeito de rede indireto). 

## Exemplos

### Indústria de Hardware e Software
Como exemplo mais genérico, no escopo da indústria de Hardware e Software, pode ser citado o de como oferta de determinado software e a demanda de determinado hardware afetam uma a outra.
A quantidade de software disponível para determinada tecnologia tem influência positiva sobre a utilização do sistema hardware-software pelo consumidor, o que leva mais clientes a adotarem o novo hardware e, desta forma, aumenta o número de vendas do mesma e sua base instalada. Por sua vez, a base instalada de hardware afeta positivamente as decisões das empresas de software para desenvolver softwares compatíveis.
Quanto mais os consumidores que adotarem o produto de hardware, maior será o mercado potencial para produtos de software para o produto de hardware específico e, portanto, maior o estímulo para as empresas de software para fornecer software para este hardware.

### iPhone
Como exemplo mais específico deste tipo de efeito de rede, pode ser citado o caso do iPhone. Quando este celular foi lançado em junho de 2007 nos Estados Unidos, filas de pessoas que queriam obter o aparelho se formaram nas lojas. A quantidade de usuários deste celular cresceu muito rapidamente. O iPhone estava integrado à plataforma da Apple pelo iTunes, no qual, entre outras funcionalidades, era permitido o acesso a aplicativos para serem usados no aparelho.
Inicialmente, eles eram desenvolvidos apenas por parceiros da Apple. Entretanto, poucas semanas após seu lançamento, grupos de hackers conseguiram invadir esta plataforma da Apple e começaram a criar seus próprios aplicativos. A Apple percebeu o valor destas novas criações e passou a permitir que aplicativos de outros desenvolvedores pudessem ser oferecidos ao iPhone.
Esses aplicativos, que acrescentavam valor à experiência do usuário com o telefone, acabaram alavancando ainda mais o uso do iPhone. Esse efeito de rede indireto pode ser citado como um dos motivos pelos quais o iPhone é um sucesso de vendas. 